# Katarzyna Wysocka (ur. 1987)
Katarzyna Wysocka (ur. 26 marca 1987 w Bydgoszczy) – polska siatkarka, grająca początkowo na pozycji przyjmującej, następnie libero. Od sezonu 2014/2015 do stycznia 2016 zawodniczka Siódemka Sk bank Legionovia Legionowo.

## Kluby
| Klub                          | Lata gry   |
| ----------------------------- | ---------- |
| KS Pałac Bydgoszcz            | wychowanka |
| PTPS Piła                     | 2010–2013  |
| KS Pałac Bydgoszcz            | 2013–2014  |
| Siódemka Legionovia Legionowo | 2014-2016  |

## Sukcesy

### Klubowe
- 2006 −  Złoty medal Mistrzostw Polski juniorek

### Reprezentacyjne
- 2007 −  Złoty medal z reprezentacją Polski B na Uniwersjadzie w Bangkoku